# 樋口紀男
樋口 紀男（ひぐち のりお、1940年11月 - ）は商学者、マーケティング論研究者、クリエイティブ・ディレクター。元日本大学商学部教授。

## 略歴
1964年、中央大学商学部商業学科を卒業。1967年、中央大学大学院商学研究科修士課程を修了。その後、同大学で研究者、講師として勤務したのち、博報堂に転職。
1987年、東芝機械ココム違反事件において、共産主義国側との交渉役を務めた。
2010年11月、日本大学商学部教授を退職。大学教授退職後も、大学の非常勤講師としてだけではなく、実業家、政府・企業アドバイザー、ブレーンとして活動。

## 人物
博報堂勤務時代は、『日清・カップヌードル』・『日清・どん兵衛』、『白鶴酒造・まる』等のマーケティング・ビジネスモデルの設計、デザイン・パッケージ作り、市場導入等の仕事を担当。また、トヨタ自動車のマーケティング・モデル設計にも携わっており、『トヨタ・マークII』の開発・市場導入の戦略策定等に携わったほか、『トヨタ・プリウス』の企画・開発、市場導入などに携わった。その他、シャープ、パナソニックなどでもマーケティング関係の仕事を行ったほか、国家、行政、政府関連の仕事も行っている。
大学教授時代は、マーケティング論、マーケティング・コミュニケーション論、消費論、消費者行動論、消費・サービス論などの授業を担当したほか、日本大学大学院商学研究科教授として商学特殊講義（Ⅱ）などを担当した。
2011年3月11日に発生した福島第一原子力発電所事故では、過去に原子力安全委員会委員を務めた実績から、事故発生後に吉田昌郎と共に調査のために、原子炉建屋に入った。

## 研究分野
- 商学
- マーケティング論
- マーケティング・コミュニケーション
- 社会学
- 社会心理学
- 臨床科学哲学

## 所属学会
- 日本商業学会
- 日本消費経済学会

## 著書
- 『経営学の基本（5－2マーケティング）』（2003年、中央経済社）
- 『消費者行動論』（2004年、中央経済社）
- 『コミュニケーション戦略』（2004年、中央経済社）
- 『戦略マーケティングの体系とマーケティング・ミックス』（2004年、中央経済社）

## 制作実績
- 日清食品『カップヌードル』『どん兵衛』デザイン
- 日清食品「カップヌードル」コピー：「常識っていうヤツとオサラバしたときに 自由という名の切符が手に入る」
- 白鶴酒造『まる』デザイン
- トヨタ自動車『トヨタ・ソアラ』キャッチコピー：未体験ゾーンへ
- サントリー『サントリーレッド』キャッチコピー：すこし愛して、なが～く愛して。
- 大正製薬『パブロン』キャッチコピー：効いたよね、早めのパブロン
- 山之内製薬（現・アステラス製薬）『ガスター10』CM（1997年）
- トヨタ自動車 - マーケティング・モデル
- 大日本除虫菊『金鳥の蚊取り線香』キャッチコピー：金鳥の夏、日本の夏。（1974年）
- 『上海モーターショー』プロデュース